# آرثر ستيفنز
آرثر ستيفنز (بالإنجليزية: Arthur Stevens) (13 يناير 1921 بواندزورث في المملكة المتحدة - 15 يناير 2007) هو مدرب كرة قدم ولاعب كرة قدم بريطاني (وحمل سابقاً جنسية المملكة المتحدة لبريطانيا العظمى وأيرلندا) في مركز جناح ‏. لعب مع نادي برينتفورد ونادي فولهام ونادي ويمبلدون وساتون يونايتد.